# Ročno metalno orožje
Ročno metalno orožje je vsako orožje, ki je vrženo z roko (rokami) proti nasprotniku.
Delimo ga na:
- Metala,
- Prača,
- Metalni bojni kij,
- Bumerang,
- Ostra metalna orožja,
- Sulica,
- Kopje,
- Ročna bomba.